# Arlenis Sosa
Arlenis Sosa Peña (Pepillo Salcedo, 7 de mayo de 1989) es una modelo dominicana. Fue modelo portavoz de la casa parisina de cosmética y perfumería Lancôme modeló en el Victoria Secret's Fashion Show de 2008 la cual se convirtió en modelo de la marca Victoria's Secret en el 2012 apareciendo en varias de sus campañas.

## Primeros años
Arlenis nació el 7 de mayo de 1989 en Copey una sección del municipio Pepillo Salcedo, en Montecristi, República Dominicana. Sus padres son Estela Sosa y Sigfrido Peña. Realizó sus estudios primarios y secundarios en el Colegio Evangélico Simón Bolívar de la ciudad de Dajabón. Estudiante de Comunicación Social, carrera que tuvo que posponer para perseguir el modelaje.

## Descubrimiento
Después de terminar la secundaria Arlenis se dirigió con su madre desde Montecristi a Santo Domingo en busca de un centro de estudio superior. En el trayecto Arlenis se topa con el diseñador y mánager dominicano Luis Menieur quien le ve un potencial para el modelaje. Más tarde se la lleva a la Nueva York y logra hacer que firme para la agencia de moda Marilyn Agency.

## Carrera
Dos semanas después de haber firmado, contrata sus primeros editoriales para las prestigiosas revistas Vogue y Vogue Italia. Desde entonces se ha presentado en editoriales y artículos en Teen Vogue, así como en las ediciones americana, italiana, alemana de Vogue, incluyendo Interview y Harper's Bazaar. Su debut en la pasarela fue en el Banana Republic F/W 08, y luego desfiló para el Resort show de Dior, poco después debutó para el diseñador de moda dominicano Óscar de la Renta. Se adentró de lleno en la industria de la moda, y según sus palabras "Anna Wintour me envió al Met Ball la primera semana que llegué a Nueva York - me sentía como Cenicienta!" expresó.
Los fashion shows son la principal fuente de ganancia de Arlenis. Ella ha desfilado para algunos de los más prestigiosos diseñadores y casas de moda del mundo, incluyendo a Ralph Lauren, Michael Kors, John Galliano, Emanuel Ungaro, Hussein Chalayan, Alexander Wang, Jean Paul Gaultier, Hermès, Bottega Veneta, Anna Sui, Carolina Herrera, Donna Karan, Tsumori Chisato, Jason Wu, Carlos Miele, Derek Lam, Isaac Mizrahi, Matthew Williamson, Narciso Rodríguez, Ruffian, Tadashi Shoji, Iceberg, Mariella Burani y Diane von Furstenberg. Además ha aparecido en campañas publicitarias para David Yurman, Topshop, y Gap. Sosa, quien es conocida por sus labios carnosos, se convirtió en la imagen de Lancôme, en septiembre de 2008. También ha sido seleccionada para la lista 100 Most Beautiful People de la revista People estadounidense
En julio de 2010, Arlenis Sosa quedó en primer lugar como la top model de la década en una encuesta hecha por la revista ¡Hola!.

## Vida personal
Arlenis tuvo mucha dificultad a su llegada a Estados Unidos, ya que no sabía hablar inglés, lo que le supuso algunos problemas de comunicación en sus inicios. Arlenis también es conocida por su hermosa sonrisa con el apodo "Sunshine". Más adelante conoció al también modelo dominicano René Rodríguez. En octubre de 2009 René dio una entrevista a "Yo Dona" del periódico El Mundo donde reveló que mantenía un romance con Arlenis.
Estuvo casada con el jugador de la ACB (Obradoiro CAB) Donnie Mcgrath.

## Discriminación racial
En sus pinitos en República Dominicana Arlenis tuvo que lidiar con el rechazo de algunos diseñadores de su país por su color de piel, lo que motivó una pequeña depresión para Arlenis quien sólo contaba con 17 años de edad.

## Filantropía
En 2009 Arlenis crea una fundación llamada "Arlenis Sosa foundation" que se enfoca en la pediatría, especialmente para niños con problemas de diabetes y VIH/Sida.

## Premios
El ministerio de la juventud de la república dominicana galardonó Arlenis, con el Premio Nacional de la Juventud 2011, como joven dominicana destacada en el exterior.